# Belgijska Liga Koszykówki Kobiet
Belgijska Liga Koszykówki Kobiet (Belgian Jupiler Women's Basketball League) – najwyższa klasa żeńskich rozgrywek koszykarskich w Belgii, powstała w 1934.

## Zespoły w sezonie 2020/2021
- Royal Castors Braine
- Deerlijk Kortrijk Spurs
- Kangoeroes Pitzemburg Mechelen
- Ladies Liège Panthers
- Basket Namur-Capitale
- Spirou Ladies Charleroi
- Declercq Stortbeton Waregem BC
- Voo RBC Pepinster
- Basket Hema Sint Katelijne Waver
- KBBC Upkot Sparta Laarne
- Phantoms Boom
- Athenas Lummen

## Lista mistrzyń
- 1935: CAF Schaerbeek
- 1936: Fémina Liège
- 1937: Fémina Liège
- 1938: Fémina Liège
- 1939: Fémina Liège
- 1942: Fémina Liège
- 1946: Atalante Bruksela
- 1947: Atalante Bruksela
- 1948: Etoile BC Gent
- 1949: Atalante Bruksela
- 1950: US Anderlecht
- 1951: Atalante Bruksela
- 1952: Atalante Bruksela
- 1953: Atalante Bruksela
- 1954: Antwerpse BC
- 1955: Antwerpse BC
- 1956: Antwerpse BC
- 1957: Antwerpse BC
- 1958: Antwerpse BC
- 1959: Antwerpse BC
- 1960: Antwerpse BC
- 1961: Standard de Liège Basket
- 1962: Standard de Liège Basket
- 1963: Standard de Liège Basket
- 1964: Standard de Liège Basket
- 1965: Etoile Destelbergen
- 1966: Royal White Woluwe
- 1967: Standard de Liège Basket
- 1968: Standard de Liège Basket
- 1969: Hellas BC
- 1970: Etoile Destelbergen
- 1971: BC Le Logis
- 1972: BC Le Logis
- 1973: SIM Aalst
- 1974: Hellas BC
- 1975: BC Le Logis
- 1976: Amicale Merelbeke
- 1977: DBC Aalst
- 1978: Amicale Merelbeke
- 1979: Stars Destelbergen
- 1980: BC Coxyde
- 1981: BC Coxyde
- 1982: BC Coxyde
- 1983: BC Coxyde
- 1984: BC Coxyde
- 1985: Charles Quint Bruksela
- 1986: Charles Quint Bruksela
- 1987: Charles Quint Bruksela
- 1988: Charles Quint Bruksela
- 1989: Monceau Féminin
- 1990: Mini Flat Waregem
- 1991: BCSS Namur
- 1992: BCSS Namur
- 1993: BCSS Namur
- 1994: BCSS Namur
- 1995: Soubry Courtrai
- 1996: Soubry Courtrai
- 1997: BCSS Namur
- 1998: BCSS Namur
- 1999: BCSS Namur
- 2000: BCSS Namur
- 2001: BCSS Namur
- 2002: BCSS Namur
- 2003: Dexia Namur
- 2004: Dexia Namur
- 2005: Dexia Namur
- 2006: Dexia Namur
- 2007: Dexia Namur
- 2008: IMC Dames Waregem
- 2009: Dexia Namur
- 2010: BBC Wavre-Sainte-Catherine
- 2011: IMC Dames Waregem
- 2012: Blue Cats Ypres
- 2013: BC Namur-Capitale
- 2014: Castors Braine
- 2015: Castors Braine
- 2016: Castors Braine
- 2017: Castors Braine
- 2018: Castors Braine
- 2019: Castors Braine
- 2020: Castors Braine